# Fiume di acque nere

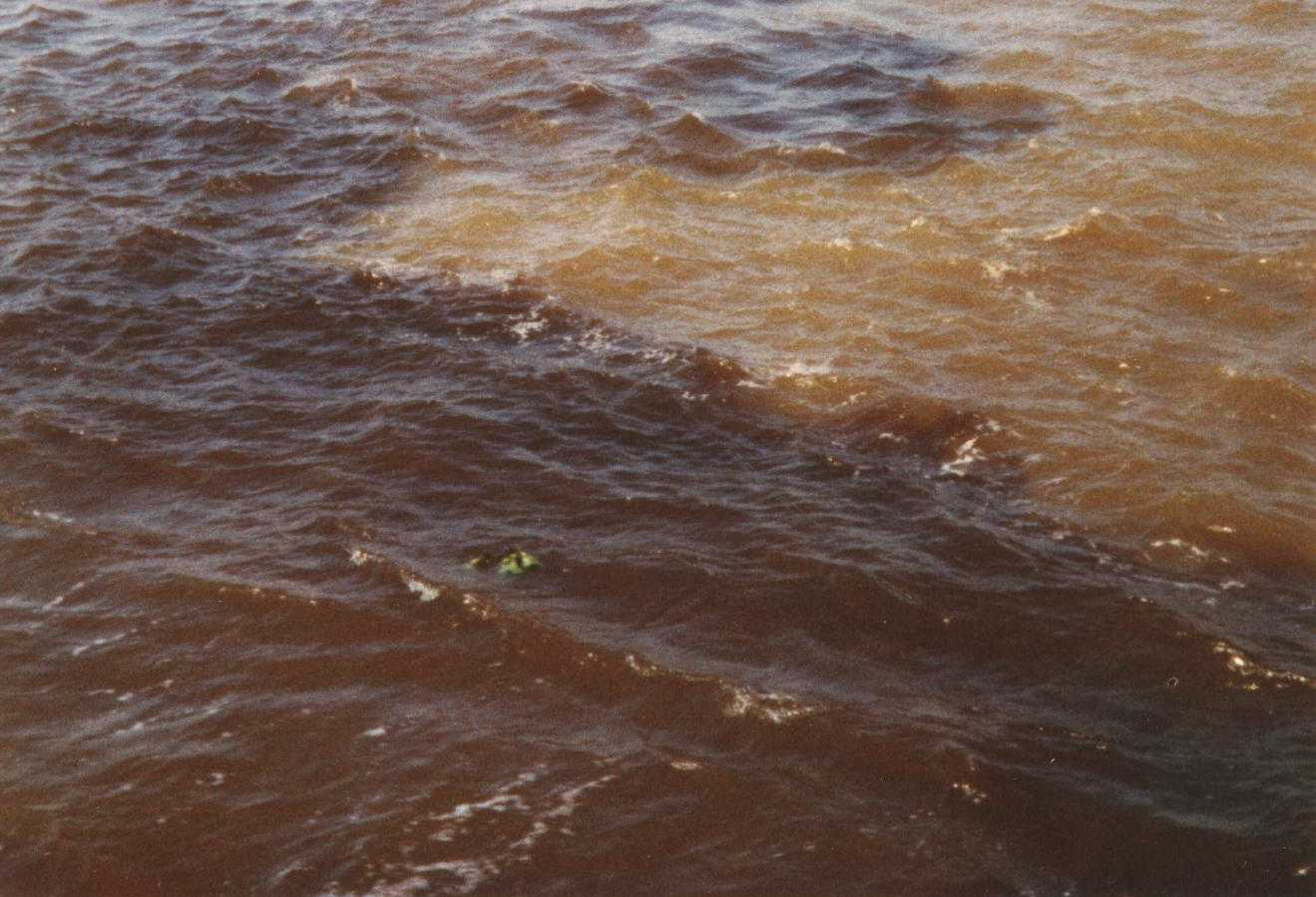
Confine netto, definito al centimetro, tra le acque marrone chiaro («acque bianche») del Rio delle Amazzoni e le acque scure («acque nere») del suo affluente Rio Negro

I fiumi di acque nere sono, insieme ai fiumi di acque bianche e ai fiumi di acque chiare, uno dei tre principali tipi di fiumi diffusi nelle regioni tropicali. I fiumi di acque nere presentano una tipica colorazione brunastra, simile al caffè, derivante dall'elevata quantità di acidi umici e fulvici disciolti nell'acqua. Contengono invece una scarsa quantità di particelle sospese e sedimenti, che altrimenti rifletterebbero la luce incidente.

## Descrizione
La sorgente dei fiumi tropicali di acque nere si trova generalmente in torbiere o su suoli forestali ricchi di humus. A causa delle sostanze umiche disciolte, queste acque sono molto acide, povere di elettroliti e con una bassa conducibilità. Sebbene la decomposizione delle sostanze organiche avvenga lentamente, questa porta comunque a un consumo significativo di ossigeno negli strati più profondi. Di conseguenza, i fiumi di acque nere sono estremamente poveri di nutrienti e, a causa della limitata penetrazione della luce, anche la produzione primaria rimane molto bassa. La fauna ittica risulta piuttosto povera, mentre numerosi gruppi di invertebrati, ad eccezione dei molluschi, sono abbondanti.
I fiumi di acque nere contengono pochissimi sedimenti naturali. Mancano le particelle derivanti dall'erosione (come sabbia e limo), dato che non avviene alcun apporto significativo di sedimenti provenienti da montagne e processi geologici di erosione. Questi fiumi esercitano quindi un effetto erosivo ridotto sull'ambiente circostante; per tale ragione, i fiumi di acque nere presentano spesso molte rapide, che vengono erose lentamente dall'acqua povera di sedimenti.

## Esempi

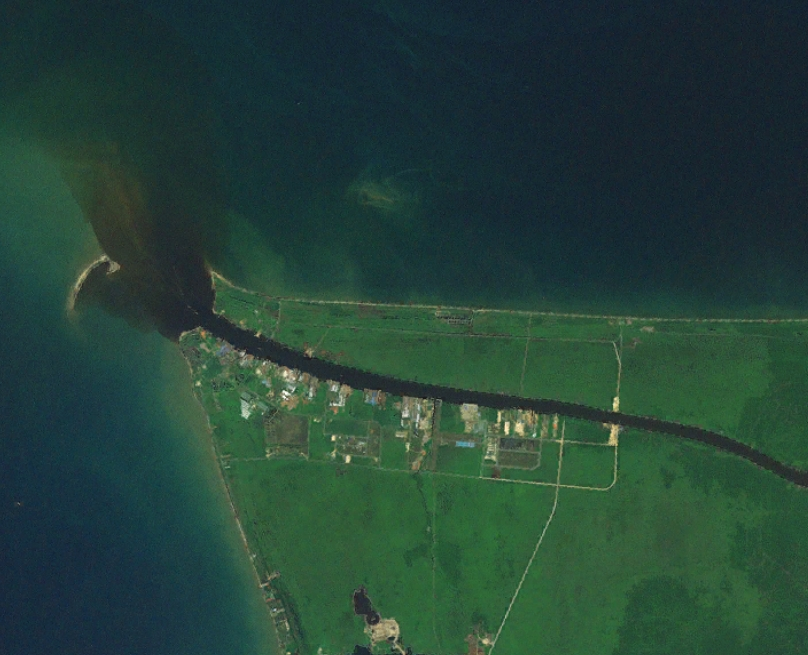
Pennacchio di acque nere del Baram

Alcuni esempi di fiumi di acque nere sono il fiume Congo in Africa e il Rio Negro, il Rio Cururu e il Río Caroní in Sudamerica. Secondo uno studio del 2023, il Ruki è considerato uno dei fiumi di acque nere più scuri al mondo.
In Amazzonia, le foreste alluvionali inondate da fiumi di acque nere vengono chiamate igapó.
Talvolta il termine viene utilizzato in senso più ampio, includendo anche corsi d'acqua situati fuori dalle regioni tropicali.